# Talasani
Talasani est une commune française située dans la circonscription départementale de la Haute-Corse et le territoire de la collectivité de Corse. Elle appartient à l'ancienne piève de Tavagna.

## Géographie

### Localisation
Talasani est une commune du littoral oriental de la Corse, l'une des vingt communes du canton de Fiumalto-d'Ampugnani, en Tavagna. Les anciennes pievi de Tavagna, Campoloro et Muriani constituent de nos jours la microrégion appelée Costa Verde, au nord de la Plaine orientale.
| Taglio-Isolaccio                | Taglio-Isolaccio | Mer Tyrrhénienne |
| Pero-Casevecchie, Velone-Orneto | Talasani         | Mer Tyrrhénienne |
| Velone-Orneto                   | Poggio-Mezzana   | Mer Tyrrhénienne |

### Habitat
Comme la plupart des villages de l'île, Talasani a été construit au Moyen Âge à l'intérieur des terres, sur les hauteurs afin de voir arriver « l'envahisseur ». Ce n'est que tardivement que la zone plaine-littorale s'est développée, avec l'agglomération de Figaretto, les lotissements de Vallelonghe et Pietricajolo, ainsi que le centre de vacances.

#### Talasani village
site :
www.la-corse.org/talasani

### Accès
La commune est traversée dans sa partie plaine, par la RT 10 (ex-RN 198) qui relie Bastia (34 km au nord de Figaretto) à Bonifacio (134 km au sud).
Au départ de Figaretto, la D 9 donne accès au village de Talasani distant de 8,5 km et construit sur les hauteurs, à une altitude moyenne de 340 m. Au carrefour de l'église Saint-Jean (Poggio-Mezzana), jonction des routes D 9, D 109 et D 330, emprunter la D 330 en direction du nord pour se rendre au village.

## Urbanisme

### Typologie
Au 1er janvier 2024, Talasani est catégorisée commune rurale à habitat dispersé, selon la nouvelle grille communale de densité à sept niveaux définie par l'Insee en 2022.
Elle appartient à l'unité urbaine de Penta-di-Casinca, une agglomération intra-départementale regroupant sept  communes, dont elle est une commune de la banlieue,,. Par ailleurs la commune fait partie de l'aire d'attraction de Bastia, dont elle est une commune de la couronne,. Cette aire, qui regroupe 93 communes, est catégorisée dans les aires de 50 000 à moins de 200 000 habitants,.
La commune, bordée par la mer Méditerranée, est également une commune littorale au sens de la loi du 3 janvier 1986, dite loi littoral. Des dispositions spécifiques d’urbanisme s’y appliquent dès lors afin de préserver les espaces naturels, les sites, les paysages et l’équilibre écologique du littoral, tel le principe d'inconstructibilité, en dehors des espaces urbanisés, sur la bande littorale des 100 mètres, ou plus si le plan local d’urbanisme le prévoit.

### Occupation des sols
L'occupation des sols de la commune, telle qu'elle ressort de la base de données européenne d’occupation biophysique des sols Corine Land Cover (CLC), est marquée par l'importance des forêts et milieux semi-naturels (75,5 % en 2018), une proportion sensiblement équivalente à celle de 1990 (75,4 %). La répartition détaillée en 2018 est la suivante : 
milieux à végétation arbustive et/ou herbacée (46,6 %), forêts (28,9 %), zones agricoles hétérogènes (12,2 %), zones urbanisées (8,3 %), cultures permanentes (3,9 %), espaces verts artificialisés, non agricoles (0,1 %), eaux maritimes (0,1 %). L'évolution de l’occupation des sols de la commune et de ses infrastructures peut être observée sur les différentes représentations cartographiques du territoire : la carte de Cassini (XVIIIe siècle), la carte d'état-major (1820-1866) et les cartes ou photos aériennes de l'IGN pour la période actuelle (1950 à aujourd'hui).

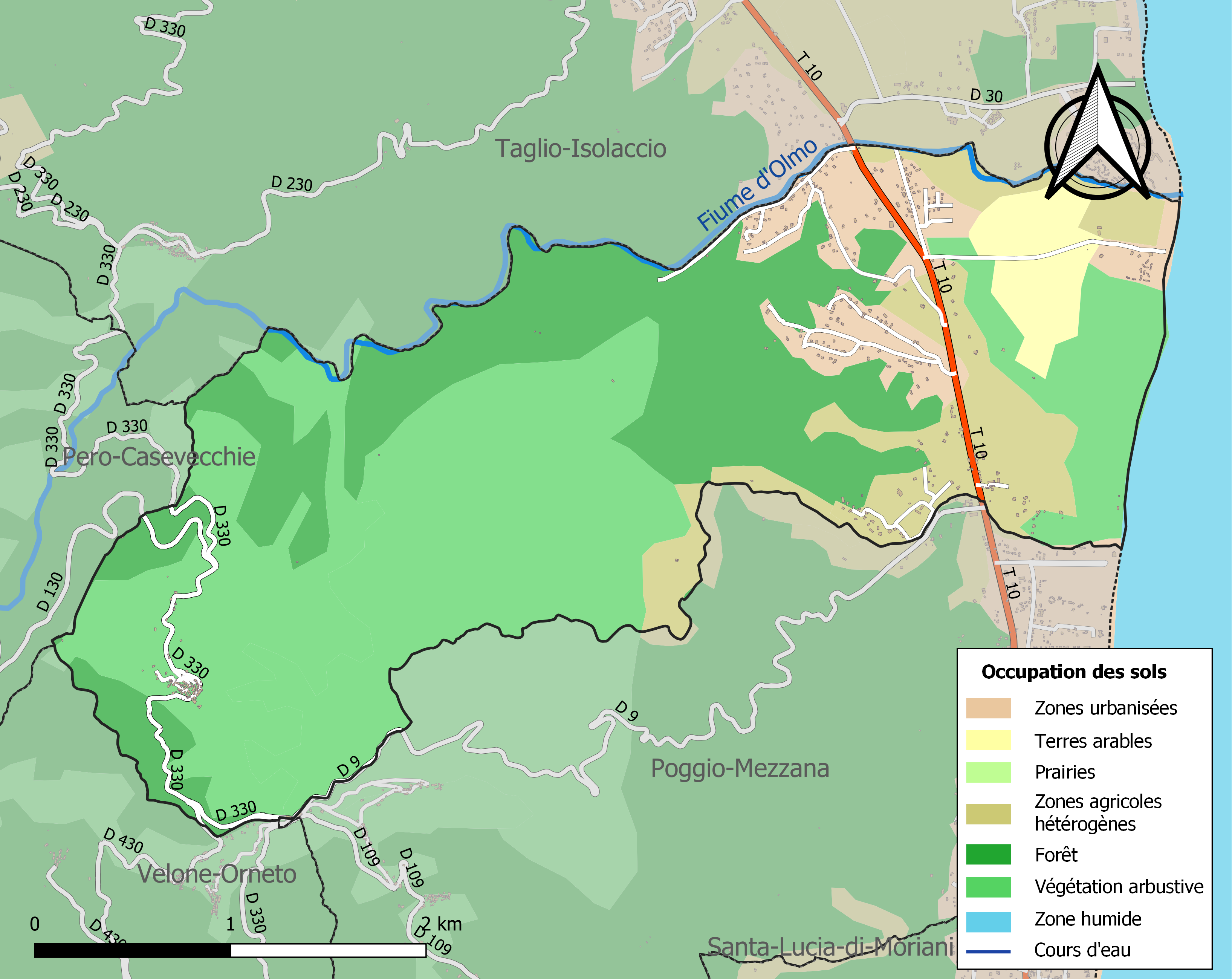
Carte des infrastructures et de l'occupation des sols de la commune en 2018 (CLC).

## Histoire

### Temps modernes
Au début du XVIe siècle, la Tavagna comptait environ 1 600 habitants. Les lieux habités de la pieve étaient Talassani, Pero, le Romanagie, le Case vechie, lo Pogiollo, Pregnani, lo Pogio, la Fisculagia, Taglo, Arenosa, lo Mizane, la Pianella, lo Pogio, la Bracollagia, lo Genestreto, l’Orneto, la Casa nova, la Inellagia, Vilone, Case forte.
- 1541 - La pieve de Tavagna fut occupée par les Turcs alliés des Français. En 1555 ils ravagent Bonifacio et le Cap Corse, le corsaire turc Acarèse base ses galiotes dans l'anse d'Agnellu (Rogliano).
- 1565 - La lutte entre les Doria et Sampiero Corso prend un caractère d'horreur tragique : « les prisonniers sont jetés aux chiens ou mutilés ; les villages brûlent, à commencer par la maison de Sampiero à Bastelica. Pendant deux ans et demi, la Corse est un champ de carnage »[10]. Les Génois de Agostino Spinola brûlent la région : Alesani, Muriani et Tavagna. Une partie de la Tavagna sera sauvée des flammes.
- 1680 - Naissance de Louis Giafferi qui, avec Ghjacintu Paoli père de Pascal Paoli, seront nommés en 1729 généraux par le peuple en révolte contre les Génois.
- 1789 - La Corse appartient au royaume de France.
- 1790 - Avec la Révolution française est créé le département de Corse.
- 1793 - An II. Les départements du Golo (l'actuelle Haute-Corse) et du Liamone (l'actuelle Corse-du-Sud) sont créés. La commune portait le nom de Talasani. La pieve de Tavagna devient le canton de Tavagna, dans le district de Bastia et dans le département du Golo.
- 1798 - De nombreuses consultes ont lieu au couvent de Talasani, réunissant les insurgés de la révolte de « A Crucetta » menée par Augustin Giafferi, fils de Louis Giafferi.
- 1800 - Avril - Le couvent de Talasani au nord du village, est ruiné. 23 maisons sont brûlées par les troupes françaises venues soumettre les insurgés.
- 1801 - Sous le Consulat[Note 4], la commune garde le nom de Talasani, dans le canton de Tavagna, l'arrondissement de Bastia et le département du Golo.
- 1811 - Les départements du Golo et du Liamone sont fusionnés pour former le département de Corse.
- 1828 - Le canton de Tavagna prend le nom de canton de Pero-Casevecchie[11].

### Époque contemporaine
- 1954 - Le canton de Pero-Casevecchie est composé des communes de Pero-Casevecchie, Poggio-Mezzana, Taglio-Isolaccio, Velone-Orneto et Talasani qui comptait cette année-là 311 habitants.
- 1973 - Est créé le canton de Fiumalto-d'Ampugnani (chef-lieu La Porta) avec la fusion imposée des anciens cantons de La Porta et Pero-Casevecchie.

## Politique et administration

### Liste des maires
| Période                                  | Période  | Identité              | Étiquette | Qualité  |
| ---------------------------------------- | -------- | --------------------- | --------- | -------- |
| mai 1935                                 | mai 1966 | Antoine Joseph Romani |           |          |
| aout 1966                                | 1969     | Ange Louis Bracconi   |           |          |
| 1969                                     | 1971     | François Jean Franchi |           |          |
| 1971                                     | 1995     | François Branca       | MRG-PRG   |          |
| mars 2001                                | 2020     | Louis Charles Semidei | UMP-LR    | Retraité |
| 2020                                     | En cours | Francis MARCANTEI     |           |          |
| Les données manquantes sont à compléter. |          |                       |           |          |

## Population et société

### Démographie
Depuis 1800, année du premier recensement connu, Talasani a une population quasi constante, oscillant entre 422 en 1800, et 311  en 1954, avec un pic de 674 habitants en 1861. Au lendemain des Guerres mondiales, le nombre d'habitants a fortement baissé, passant de 520 hab. en 1911 à 390 hab. en 1921 après la guerre de 1914-1918, et de 440 hab. en 1936 à 271 hab. en 1946 après la guerre de 1939-1945. Ce n'est que depuis la fin du siècle dernier, que ce nombre croît, en raison du développement économique de sa zone littorale.

L'évolution du nombre d'habitants est connue à travers les recensements de la population effectués dans la commune depuis 1800. Pour les communes de moins de 10 000 habitants, une enquête de recensement portant sur toute la population est réalisée tous les cinq ans, les populations de référence des années intermédiaires étant quant à elles estimées par interpolation ou extrapolation. Pour la commune, le premier recensement exhaustif entrant dans le cadre du nouveau dispositif a été réalisé en 2006.

En 2022, la commune comptait 842 habitants, en évolution de +10,35 % par rapport à 2016 (Haute-Corse : +5,15 %, France hors Mayotte : +2,11 %).
| 1800 | 1806 | 1821 | 1831 | 1836 | 1841 | 1846 | 1851 | 1856 |
| ---- | ---- | ---- | ---- | ---- | ---- | ---- | ---- | ---- |
| 422  | 464  | 453  | 440  | 480  | 527  | 541  | 511  | 524  |

| 1861 | 1866 | 1872 | 1876 | 1881 | 1886 | 1891 | 1896 | 1901 |
| ---- | ---- | ---- | ---- | ---- | ---- | ---- | ---- | ---- |
| 674  | 483  | 460  | 443  | 472  | 445  | 428  | 443  | 529  |

| 1906 | 1911 | 1921 | 1926 | 1931 | 1936 | 1946 | 1954 | 1962 |
| ---- | ---- | ---- | ---- | ---- | ---- | ---- | ---- | ---- |
| 515  | 520  | 390  | 402  | 444  | 440  | 271  | 311  | 263  |

| 1968 | 1975 | 1982 | 1990 | 1999 | 2006 | 2011 | 2016 | 2021 |
| ---- | ---- | ---- | ---- | ---- | ---- | ---- | ---- | ---- |
| 236  | 226  | 218  | 394  | 516  | 567  | 705  | 763  | 827  |

| 2022 | - | - | - | - | - | - | - | - |
| ---- | - | - | - | - | - | - | - | - |
| 842  | - | - | - | - | - | - | - | - |

## Culture locale et patrimoine

### Lieux et monuments

#### Architecture civile

##### Monument aux morts
Le monument aux morts des guerres 1914-1918 et 1939-1945 se présente sous la forme d'un obélisque tronqué. 29 noms d'enfants morts durant la Première Guerre mondiale y sont inscrits.
Il est repris à l'Inventaire général du patrimoine culturel (inventaire préliminaire) du 22-3-2002.

##### Mairie
Édifice de la seconde moitié du XIXe siècle, remanié au cours du XXe siècle, il sert aussi actuellement de presbytère et d'école.
Le bâtiment est repris à l'Inventaire général du patrimoine culturel (inventaire préliminaire) du 22-3-2002.

##### Autres
- Nombreuses fontaines sur la commune dont la fontaine de San Rocco du milieu XXe, en schiste maçonné et repris à l'Inventaire général du patrimoine culturel (inventaire préliminaire) du 22-3-2002[17].
- Tour carrée de guet de Prignani, ruinée, bâtie sur un mamelon au nord-est du village.

#### Architecture sacrée

##### Ancien couvent de Talasani
Couvent de franciscains Saint-François, couvent de Pero ou couvent de Tavagna, il avait été construit en 1636 sur la crête à l'ouest du village. Cet établissement est supprimé sous la Révolution française, occupé en 1797 par des insurgés de Tavagna participant au soulèvement populaire dit de « la Crocetta », en raison d'une petite croix de tissu blanc cousue sur le costume des rebelles. Il sera incendié un an plus tard, en représailles, sur ordre du commissaire Salicetti.
Les vestiges sont repris à l'Inventaire général du patrimoine culturel (inventaire préliminaire) du 22-3-2002.

##### ChapelleSaint-Pierre
Située à Prignani, à un kilomètre au nord-est du village, cette chapelle moyenâgeuse est une ancienne possession de l'abbaye bénédictine Saint-Sauveur et Saint-Mamilien implantée sur l'île de Montecristo, puis, de 1232 à 1788, du monastère de Camaldules San Michele in Borgo (diocèse de Pise). Annexe de l'église paroissiale Saint-Michel de Vesolaccia (aujourd'hui Isolaccio), elle est ouverte occasionnellement au culte. Ruinée, elle a été transformée en caveau familial. Les services municipaux l'ont récemment mise en valeur.
La chapelle romane San Petru, datée du milieu du Moyen Âge, est reprise à l'Inventaire général du patrimoine culturel (inventaire préliminaire) du 22-3-2002,.

##### L'église paroissialeSainte-Lucie
L'église actuelle a été reconstruite à la fin du XVIIe siècle ou au début du XVIIIe siècle, à l'emplacement d'une ancienne chapelle mentionnée en 1646 dans le rapport de visite pastorale de Monseigneur Marliani, évêque de Mariana et Accia. Endommagée en 1846 par la foudre qui détruisit également le campanile, elle est restaurée en 1850, la reconstruction du campanile par souscription publique étant simultanément entreprise.
L'église a été construite dans un style baroque. L'édifice à nef unique, comporte deux chapelles latérales qui encadrent le chœur. Sa façade antérieure est surmontée d'un fronton triangulaire à base et côtés interrompus. L'intérieur est décoré de peintures de style néo-classique en trompe-l'œil. Le clocher à arcades est intégré dans sa partie inférieure à la composition de la façade.
Elle est inscrite Monument historique par arrêté du 15 janvier 1987, et reprise à l'Inventaire général du patrimoine culturel (inventaire préliminaire) du 22-3-2002,.

### Personnalités liées à la commune
- Luiggi Giafferi (1668-1748) est né à Talasani. Proclamé général de la Nation corse en 1735, il a été Premier ministre de Théodore de Neuhoff, roi de Corse. Il vainquit les Génois à Furiani en 1729. En exil en Toscane avec Hyacinthe Paoli, père de Pascal Paoli. Il sera nommé colonel d'un régiment corse.
- Jean-Paul Borghetti (Talasani, 1816 - Bastia, 1897). Chirurgien de marine (1837-1847). Journaliste, écrivain et poète de langue italienne, auteur de Camicia rossa. Président du Comité de l'instruction républicaine. Archiviste départemental (1870-1871), secrétaire de la Société des sciences historiques et naturelles de la Corse à sa fondation par le chanoine Letteron (1881).
- la famille de Corsi, dont le sénateur Patrice de Corsi (1824, Talasani - 1888, Paris), l'un des chefs de file anti-bonapartistes sous le Second Empire, maire éphémère de Bastia en 1871.

## Fêtes et loisirs
- 16 août : Fête de la Saint-Roch (San Roccu).

### Randonnées
Plusieurs sentiers sillonnent le territoire communal, permettant aux randonneurs de relier les villages voisins de Talasani ou d'accomplir les circuits en boucle suivants :
- Fiume d'Olmu - hameau d'Isulaccia - croix de Talasani - Fiume d'Olmu, permettant de découvrir l'église d'lsulaccia, la chapelle San Petru, les ruines de Prignani.
- Hameau de Tagliu - croix de Casevecchje - hameau de Peru - hameau de Talasani - croix de Talasani - église d'lsulaccia - hameau de Tagliu.
- Hameau de Talasani - hameau de Vilone - hameau de Carbunaccia - hameau de Talasani : boucle passant par les hameaux de Talasani, Vilone et Carbunaccia, l'église de Vilone et l'église Saint-Jean.

Ces sentiers font partie des chemins de randonnée de la Costa Verde.